# جان براون (بازیکن فوتبال دهه ۱۹۲۰)
جان براون (انگلیسی: John Brown؛ زادهٔ) بازیکن فوتبال است.